# Bohdan Hulewicz
Bohdan Józef Florian Hulewicz (ur. 20 czerwca 1888 w Kościankach, zm. 31 lipca 1968 w Gdańsku) – pułkownik dyplomowany piechoty Wojska Polskiego, literat, kawaler Orderu Virtuti Militari.

## Życiorys

### Dzieciństwo i młodość
Urodził się w rodzinie Leona i Heleny z Kaczkowskich. Miał sześcioro rodzeństwa: Jerzy, Witold, Wacław, Katarzyna, Stanisława po mężu Ilińska i Antonina – żona prof. Mściwoja Semerau-Siemianowskiego. Był wujem por. pil. Olgierda Ilińskiego z 308 dywizjonu myśliwskiego. Żonaty z Jadwigą z Karwatów.
Naukę rozpoczął w Królewskiej Współwyznaniowej Szkole dla Chłopców w Trzemesznie (klasy I–VI), a następnie kontynuował w Lesznie. W czasie nauki był członkiem Towarzystwa Tomasza Zana i Związku Młodzieży Polskiej „Zet”. Maturę zdał w gimnazjum w m. Neuhaldensleben k. Magdeburga po czym rozpoczął studia filozoficzne i historii sztuki początkowo we Wrocławiu, od 1912 na uniwersytecie w Monachium i Kilonii.
W latach 1912–1913 odbył jednoroczną służbę wojskową w I batalionie piechoty morskiej (die Marineinfanterie der Kaiserlichen Marine) w Kilonii.
Po zakończeniu służby wojskowej w październiku 1913 powrócił do Monachium i kontynuował studia oraz działalność niepodległościową. Był instruktorem Polskich Drużyn Strzeleckich. Współpracował z Kazimierzem Fabrycym, studentem politechniki monachijskiej, późniejszym generałem WP.

### I wojna światowa
W sierpniu 1914 zmobilizowany do armii niemieckiej w stopniu kaprala. Został dowódcą drużyny w kompanii cyklistów piechoty morskiej dowodzonej przez kpt. Rabiusa. Ranny w czasie oblężenia Antwerpii. Po dziesięciotygodniowym leczeniu i dwutygodniowym urlopie powrócił na front we Flandrii. Na froncie pozostawał przez 11 miesięcy po czym został skierowany do Munsterlager na dwumiesięczny kurs oficerski dla podoficerów. Na początku 1916 po awansie na podporucznika powrócił na front. Dowódca plutonu w kompanii dowodzonej przez kpt. rez. Hueskera. Został ranny w marcu 1916 po raz drugi i przewieziony do Poznania. Dzięki pomocy dr Pawlickiego, chirurga szpitala nr 1 w Poznaniu po rocznym okresie leczenia został zakwalifikowany do służby garnizonowej. W tym czasie wspólnie z braćmi zorganizował Spółkę Wydawniczą „Ostoja” (1916–22) i był jej pierwszym kierownikiem oraz wydał czasopismo „Zdrój” (1917–22). Przeniesiony do Warszawy w 1917 pełnił służbę w biurze tłumaczeń kierowanym przez mjr. von Stechowa. Następnie po krótkim pobycie w Sosnowcu powrócił do macierzystego garnizonu w Kilonii. Od stycznia do listopada 1918 pełnił funkcję adiutanta w dowództwie 3 Dywizji „Stoczniowej”, w koszarach przy ul. Hardenberga. W listopadzie 1918 po buncie marynarzy w Kilonii i rozpoczęciu rewolucji zdezerterował z armii niemieckiej i wraz z żoną powrócił do Poznania.

### Powstanie wielkopolskie

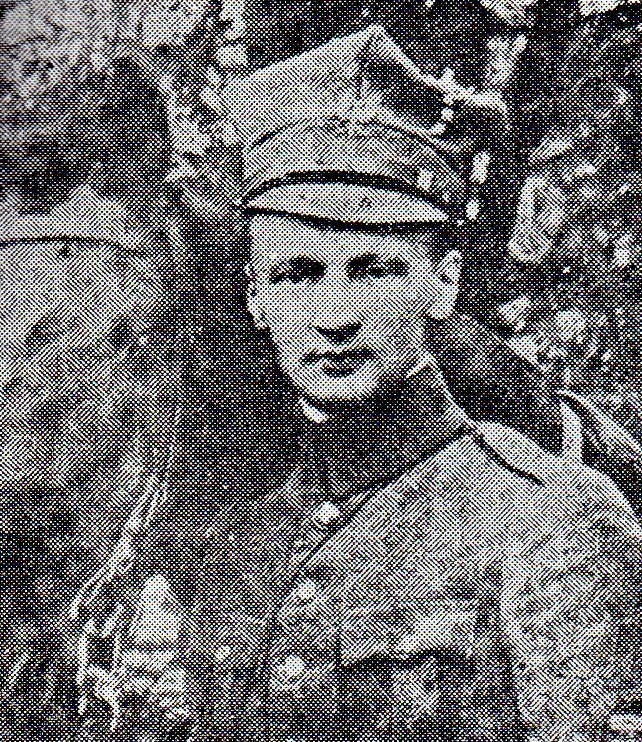
Bohdan Hulewicz podczas powstania wielkopolskiego

W Poznaniu razem z por. Bronisławem Sikorskim i Mieczysławem Paluchem zorganizował Sekcję Wojskową Komisariatu Naczelnej Rady Ludowej.
13 listopada 1918 razem z Mieczysławem Paluchem, Stanisławem Nogajem, Zygmuntem Wiza, Mieczysławem Andrzejewskim, Henrykiem Śniegockim i oddziałem POW pod dowództwem Wincentego Wierzejewskiego, brał udział w przejęciu kierownictwa nad Wydziałem Wykonawczym Rady Żołnierzy i Robotników w Poznaniu. Został zastępcą Augusta Twachtmanna, przewodniczącego Wydziału Wykonawczego Rady Żołnierzy i Robotników. Wspólnie z Witoldem Dzierżykraj-Morawskim koordynował organizację oddziałów powstańczych.
Po zorganizowaniu przez majora Stanisława Taczaka Dowództwa Głównego Sił Zbrojnych byłego zaboru pruskiego mianowany szefem Oddziału Ib Organizacyjnego Sztabu. 15 marca 1919 na wniosek głównodowodzącego Komisariat Naczelnej Rady Ludowej dekretem nr 9 przyjął go oficjalnie do Sił Zbrojnych Polskich w byłym zaborze pruskim z zatwierdzeniem posiadanego stopnia podporucznika i mianował porucznikiem ze starszeństwem z dniem 1 marca 1916. 23 czerwca 1919 nadano mu starszeństwo 1 marca 1914 i tego samego dnia awansowano do stopnia kapitana ze starszeństwem z dniem 1 marca 1919. Następnie służbę pełnił na stanowisku szefa sztabu 3 Dywizji Strzelców Wielkopolskich.

### Służba w Wojsku Polskim
2 stycznia 1920 rozpoczął naukę w Wojennej Szkole Sztabu Generalnego w Warszawie jako słuchacz II Kursu Wojennego. Od kwietnia do grudnia 1920 odbywał praktykę sztabową w Oddziale III Sztabu Naczelnego Wodza na stanowisku referenta, później naczelnika Wydziału Południowego Sekcji „Wschód”. Od 2 stycznia do 6 września 1921 kontynuował naukę w Wojennej Szkole Sztabu Generalnego. Po zakończeniu studiów uzyskał tytuł naukowy oficera Sztabu Generalnego i przydział do Oddziału IIIa Biura Ścisłej Rady Wojennej na stanowisko szefa Wydziału „Zachód”. Od dnia 15 października 1923 pełnił służbę w Oddziale III Sztabu Generalnego WP na stanowisku szefa wydziału, a później, do grudnia 1924, na stanowisku szefa Wydziału Ogólnego Oddziału II SG WP. Z dniem 1 lutego 1925 Minister Spraw Wojskowych mianował go attaché wojskowym przy Poselstwie RP w Waszyngtonie. Z dniem 1 kwietnia 1926, po powrocie z placówki dyplomatycznej, został przydzielony w dyspozycji Szefa Sztabu Generalnego. W sierpniu 1926 objął dowództwo 64 pułku piechoty w Grudziądzu. 25 maja 1928 przyjął obowiązki komendanta Szkoły Podchorążych Piechoty w Ostrowi Mazowieckiej.
Od kwietnia 1929 do 20 czerwca 1933 był szefem Biura Personalnego Ministerstwa Spraw Wojskowych, a później pozostawał w dyspozycji dowódcy Okręgu Wojskowego Nr VI we Lwowie. W czerwcu 1933 wyznaczony został na stanowisko dowódcy piechoty dywizyjnej 26 Dywizji Piechoty w Skierniewicach. Następnie przeniesiony został do Grodna na stanowisko pomocnika dowódcy Okręgu Korpusu Nr III, gen. bryg. Józefa Olszyna-Wilczyńskiego.
1 września 1939 objął dowództwo Obszaru Warownego „Grodno”, a 10 września dowództwo Grupy „Grodno”, której oddziały przemieszczały się koleją do Lwowa. Razem z ppłk. Stanisławem Pietrzykiem jechał samochodem po trasie Pińsk – Dawidgródek 16/17.IX – Łuniniec – Równe – Dubno – Brody – Krasne – Lwów 17/18.IX – Stanisławów – Kuty, gdzie przekroczył granicę RP z Rumunią.
Internowany w obozie oficerskim w m. Călimănești, a później w Târgoviște. Tam do lutego 1941 sprawował funkcję komendanta obozu w Târgoviște i wszystkich pozostałych obozów oficerów i żołnierzy internowanych w Rumunii. Po przekazaniu polskich jeńców Niemcom przebywał w Oflagu w Dorsten, a później Oflagu VI B Doessel. 29 marca 1945 został oswobodzony z niewoli.
W 1948 opublikował zbiór wierszy Od zarania do wieczora, zawierający m.in. utwory napisane w oflagu, a w 1968 wydano zbiór jego wspomnień Wielkie wczoraj w małym kręgu.
Został pochowany na cmentarzu przy kościele św. Małgorzaty w Graboszewie.
Imię Bohdana Hulewicza otrzymała Filia w Kościankach Szkoły Podstawowej w Wólce, w gminie Strzałkowo (obecnie Publiczna Szkoła Podstawowa w Wólce im. Henryka Sienkiewicza).

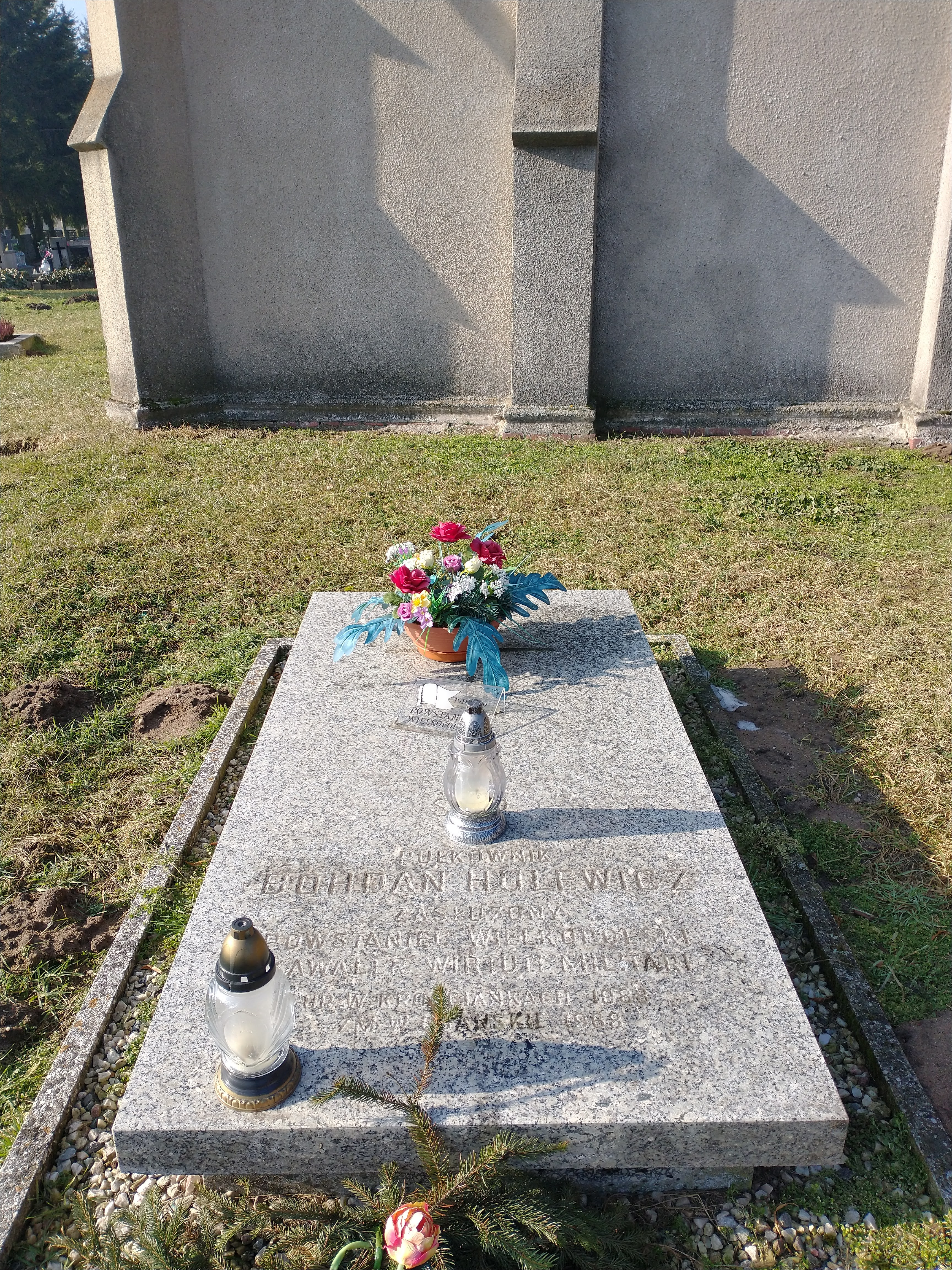
Grób Bohdana Hulewicza

## Awanse
- podporucznik piechoty – 1916
- porucznik piechoty – 15 marca 1919 ze starszeństwem z dniem 1 marca 1916, a następnie z 1 marca 1914
- kapitan piechoty – 23 czerwca 1919 ze starszeństwem z dniem 1 marca 1919 (w 1922 zweryfikowany ze starszeństwem z dniem 1 czerwca 1919)
- major piechoty – kwiecień 1920
- podpułkownik Sztabu Generalnego – 1 lipca 1923
- pułkownik dyplomowany – 1 stycznia 1929

## Ordery i odznaczenia
- Krzyż Srebrny Orderu Wojskowego Virtuti Militari nr 4718[10] (1922)[11][12]
- Krzyż Niepodległości z Mieczami (17 września 1932)[11][13]
- Krzyż Oficerski Orderu Odrodzenia Polski (8 listopada 1930)[11][14]
- Krzyż Walecznych
- Złoty Krzyż Zasługi (17 marca 1930)[11][15]
- Medal Dziesięciolecia Odzyskanej Niepodległości[11]
- Medal Pamiątkowy za Wojnę 1918–1921[11]
- Komandor Orderu Gwiazdy Rumunii (Rumunia)[11]
- Oficer Orderu Legii Honorowej (Francja)[11]
- Złoty Krzyż Wybitnej Służby „Cross of Honor” (USA, 1926)[16]